# Rotfunk
Rotfunk ist ein in politischen Auseinandersetzungen gebrauchtes Schlagwort für öffentlich-rechtliche Landesrundfunkanstalten, wenn sie in Deutschland mehrheitlich und über einen längeren Zeitraum links von CDU/CSU und FDP geführt werden. Auch in Österreich wird der Begriff zur Bezeichnung einer parteilichen und einseitigen Berichterstattung des ORF verwendet. Als Gegenbegriff etablierte sich Schwarzfunk.

## Beispiele

### Deutschland
Als klassisches Beispiel für einen „Rotfunk“ gilt der Westdeutsche Rundfunk in Köln (WDR), aber auch Radio Bremen. In beiden Sendern entschied die SPD mit ihrer Mehrheit jahrzehntelang über den Intendanten und dieser wiederum über seine Mitarbeiter.
Der Begriff bekam vorrangig Anfang der 1970er-Jahre größere Bedeutung in der bundesdeutschen Geschichte, als sich der Meinungskorridor in den öffentlich-rechtlichen Medien im Zuge der Liberalisierungsprozesse ab Ende der 1960er Jahre pluralisiert hatte. Aber bereits in den 1950er Jahren wurde der Nordwestdeutsche Rundfunk mit dem Begriff belegt. Ende der 1970er Jahre bekam die Debatte neuen Aufschwung, die Länder Niedersachsen und Schleswig-Holstein beschwerten sich gegen die (angebliche) Linkslastigkeit des Norddeutschen Rundfunks.

### Österreich
In Österreich wird der Begriff analog für Rundfunksender verwendet, denen eine einseitige Berichterstattung zu Gunsten der SPÖ vorgeworfen wird. Gemeint sind damit die öffentlich-rechtlichen Sender des ORF, der bis 2003 ein Rundfunkmonopol besaß und neben der Neuen Kronen Zeitung das zweite große Massenmedium Österreichs bis heute darstellt.
Die Bezeichnung Rotfunk war vor allem während der 1970er und 1980er Jahre in der Phase der SPÖ-Alleinregierung durch die ÖVP geprägt worden, wurde allerdings nach dem Ausscheiden der FPÖ aus der kleinen Koalition mit der SPÖ im Jahr 1986 auch von der FPÖ und später auch vom BZÖ verwendet. Angeprangert wurde die einseitige Besetzung wichtiger Rundfunkposten mit Personen, die der SPÖ nahestanden bzw. direkt aus ihren Reihen kamen.